# D'ansita
La d'ansita és un mineral de la classe dels sulfats que pertany i dona nom al grup de la d'ansita.

## Característiques
La d'ansita és un sulfat de fórmula química Na₂₁Mg(SO₄)₁₀Cl₃. Cristal·litza en el sistema isomètric. És l'anàleg amb magnesi de la d'ansita-(Fe) i la d'ansita-(Mn).
Segons la classificació de Nickel-Strunz, la d'ansita pertany a «07.BC: sulfats (selenats, etc.), amb anions addicionals, sense H₂O, amb cations de mida mitjana i gran», juntament amb els minerals següents: alunita, amonioalunita, amoniojarosita, argentojarosita, beaverita-(Cu), dorallcharita, huangita, hidroniojarosita, jarosita, natroalunita-2c, natroalunita, natrojarosita, osarizawaïta, plumbojarosita, schlossmacherita, walthierita, beaverita-(Zn), ye'elimita, atlasovita, nabokoïta, clorotionita, euclorina, fedotovita, kamchatkita, piypita, klyuchevskita, alumoklyuchevskita, caledonita, wherryita, mammothita, linarita, schmiederita, munakataïta, chenita, krivovichevita i anhidrocaïnita.

## Formació i jaciments
Va ser descoberta en un dipòsit de sal paleogènic al centre de la Xina, però va ser descrita per primera vegada a partir de material de la mina de sal de Hall, a Innsbruck, Tirol del Nord (Tirol, Àustria). També ha estat descrita a la mina Blue Lizard, a Chocolate Drop (Utah, Estats Units) i a la província de Jorge Basadre (Regió de Tacna, Perú).